# Бельчины
Бельчины (пол. Bielczyny) — село в гмине Хелмжа Торуньского повета Куявско-Поморского воеводства в центральной части севера Польши.
Село расположено на берегу небольшого одноимённого озера. Также рядом с селом пролегают несколько воеводских дорог и национальная дорога , соединяющая Гданьск с городом Севеж.

## История
Одно из первых упоминаний села Бельчины связано с переселением сюда в 1260 году католической святой Ютты фон Зангерхаузен, жившей здесь в рыбацком доме на берегу озера и проводившей в молитве все дни до самой смерти.
В 1870 году польское название села Бельчины было заменено властями Северогерманского союза на немецкое — Бильдшон (нем. Bildschŏn).